# 덧나무
덧나무는 낙엽이 지는 활엽관목으로서, 어린 가지는 성장이 빠르며 가운데에는 흰색의 굵은 속이 있다. 잎은 7-11개의 작은잎으로 이루어진 깃꼴 겹잎이다. 꽃은 흰색으로, 이른 봄에 새잎이 완전히 달리기 전에 가지 끝에 원추꽃차례를 이루면서 피어난다. 열매는 작은 공 모양인데, 익으면 적색이 된다. 주로 산중턱의 숲속에서 자라며, 한국에서는 제주도에 분포하고 있다.